# Белогорлый дрозд
Белогорлый дрозд, или лесной каменный дрозд, (лат. Monticola gularis) — небольшая певчая птица (размером со скворца), одна из самых маленьких из рода каменных дроздов, обитающая в горных лесах Забайкалья, Приамурья и Приморья.

## Описание

### Внешний вид
Общая длина белогорлого дрозда в среднем 18,5 см. Общее сложение как у всех каменных дроздов. Оперение пёстрое (внизу рыжее, вверху синее, чёрное и рыжее), хвост довольно короткий. У самца верх головы, зашеек и малые кроющие крыла сине-голубого цвета, спина, бока головы, крылья и хвост буро-чёрные, брюшная сторона тела, включая уздечку и бока шеи ржаво-коричневые, на горле широкая белая продольная полоса и белые пятна на крыльях.
У самки верхняя сторона тела буровато-серая, с чёрным поперечным рисунком, верх головы серый, низ беловатый с поперечными тёмно-бурыми пестринами. Молодая птица имеет рисунок оперения, в общем напоминающий рисунок самки. Основная окраска пера тёмная, чёрно-бурая, чуть сереющая к основанию, перед вершиной пера имеется желтовато-бурая широкая предвершинная полоса. Брюшная сторона грязно-охристая с черновато-бурыми пестринками. Маховые черноватые (самцы) или буроватые (самки), основания второстепенных маховых у самцов с светлым пятном. Надхвостье рыжеватое, у самцов более яркое, у самок бледнее.

### Пение
Пение состоит из длинных флейтовых нот минорного характера, причём свист складывается в сложно построенные фразы, всегда звучит очень торжественно.
Обычно во время пения птица сидит на месте и редко, по-видимому, в пору спаривания, перелетает с вершины дерева на вершину и поет короткие строфы на лету. В общем характер песни несколько напоминает пение синего каменного дрозда, лучшего певца среди всех птиц Восточной Сибири.

## Ареал
Распространён в Приморье и Приамурье. Самое западное нахождение — в Забайкалье. В 1947 году был встречен выводок и добыты два подлетка у горы Алханай. Северо-западнее лесной каменный дрозд встречен у озера Тасей, в южной части Витимского плато. Также встречен в верховьях реки Читы и у Гольца Саранакана. Восточнее отмечен по Амуру, у реки Кумара, у Джалинды и в долине Зеи в урочище Бомнак. Ещё лесной каменный дрозд известен на гнездовье по реки Горин и на озера Эворон. Вне СССР лесной каменный дрозд найден в северной части Кореи и, видимо, там гнездится. Весьма вероятно гнездится в Чжили, а в Маньчжурии распространён к западу до Большого Хингана. Также был встречен и на юге Ганьсу. Зимует в Восточном Индокитае и в Восточном Китае. Обитает на покрытых лесом склонах гор.

## Размножение
Каждая пара занимает обширный район. Энергичное пение продолжается до середины июня, более слабое только утром и вечером до десятых чисел июля. Гнёзда делают весьма просто — из сухой травы и небольшого количества мха, обычно располагают их на земле, на стволе упавшего дерева или на пеньке. Время откладывания яиц: май — июнь. В кладке обычно 5-7 яиц. Яйца белого цвета с мелкими ржавчато-бурыми точками и пятнышками, более густыми на тупом конце яйца. Средний размер яиц составляет 21 × 16 мм. Длительность насиживания более двух недель. Обычно птенцы покидают гнездо, ещё не умея хорошо летать.

## Питание
Питается различными беспозвоночными и ягодами.